# Saudron
Saudron – miejscowość i gmina we Francji, w regionie Grand Est, w departamencie Górna Marna.
Według danych na rok 1990 gminę zamieszkiwało 38 osób, a gęstość zaludnienia wynosiła 4 os./km².

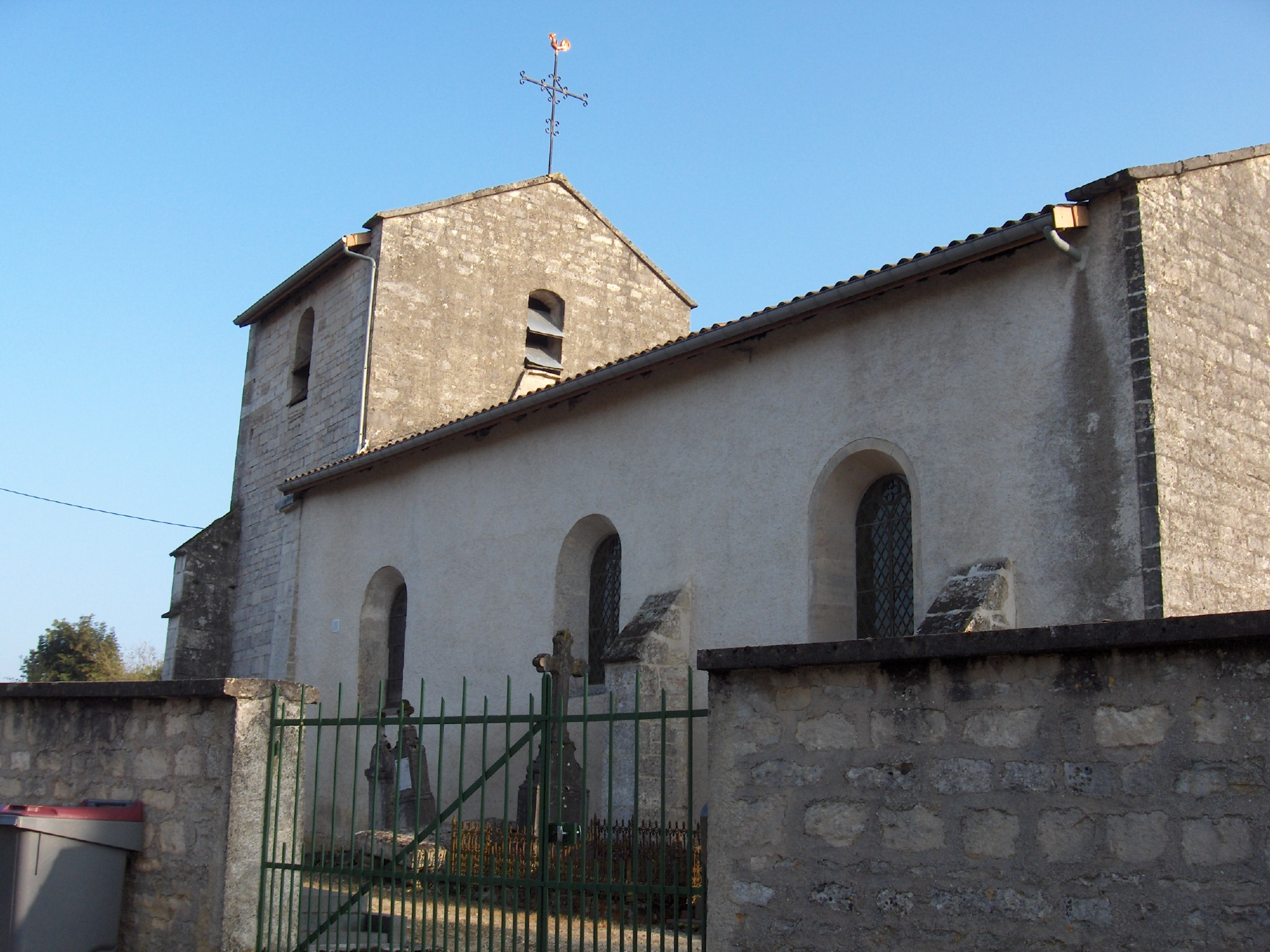
Kościół św. Feliksa w Saudron, 2007